# The Aftermath (film 1914)
The Aftermath è un cortometraggio muto del 1914 diretto da Sydney Ayres.

## Produzione
Il film fu prodotto dall'American Film Manufacturing Company.

## Distribuzione
Distribuito dalla Mutual Film, il film - un cortometraggio in due bobine - uscì nelle sale cinematografiche USA il 31 agosto 1914.